# 哈曼号护航驱逐舰
哈曼号护航驱逐舰（英語：USS Hammann，舷号：DE-131），是美国于第二次世界大战中建造的一艘埃德索尔级护航驱逐舰。战争期间，她主要在大西洋执行反潜、防空与护航任务。该舰舰名取自荣誉勋章获得者查尔斯·黑泽尔汀·哈曼，他于1918年8月21日使用单座机在奥匈帝国战机的威胁下成功救起被击落的友军飞行员。
该舰由利利亚姆·罗德（Lilliam Rohde）夫人冠名，于1942年4月10日在德克萨斯州奥兰治的联合钢铁厂铺设龙骨，8月1日，其舰名由先前的“兰利”变更为“哈曼”。12月13日，哈曼号自船厂下水并于次年5月17日正式服役，交由罗德曼·德雷克·德凯（Rodman Drake DeKay）少校指挥。

## 设计与装备
埃德索尔级护航驱逐舰的设计与巴克利级护航驱逐舰类似，均采用长船体并建造有较高的舰桥。该级护航驱逐舰配备3英寸（76毫米）50倍径单装主炮，后续曾计划更换为5英寸（127毫米）38倍径主炮，但最终没有实际执行。该级护航驱逐舰由4台费尔班克斯-莫尔斯38D8-1/8-10内燃机提供动力，总功率最高可达6000匹马力，最高航速21节。其燃料舱可携带312吨重油，在12节航速下航程可达11000海里。此外，该级舰船还配备有较完善的侦查搜索系统，包括SL或SU水面雷达、SA对空雷达、QC声呐系统以及用于监听潜艇无线电的HF/DF天线。

## 服役历史
1943年6月5日，哈曼号驶往百慕大进行试航训练并于7月6日返回宾夕法尼亚州费城，此后她继续驶往弗吉尼亚州诺福克。7月13日，她首次踏上横渡大西洋的航程，此后直至1944年3月10日，她共四次协助护航航空母舰护送船队往返于美国本土与摩洛哥卡萨布兰卡。在此期间，她多次出击猎杀敌方潜艇但最终均未取得战果。
3月28日至11月29日，哈曼号参与了至少6次往返北爱尔兰和美国的护航任务。1945年1月4日起，她加入了前往利物浦的船队，保障欧洲战场战争结束前夕海上重要补给线的安全。3月2日，船队遭到鱼雷袭击，T-AO-161号油轮遭到重创，哈曼号随即前往救起70名幸存者并派遣损管小队保持油轮漂浮。
1945年7月7日，哈曼号离开纽约前往关塔那摩湾训练。24日，她离开古巴经巴拿马运河前往加利福尼亚州并于8月4日抵达圣迭戈，随后她继续驶往珍珠港。随着太平洋战争的结束，哈曼号在珍珠港搭载乘客后即返航加利福尼亚，在完成运载任务后，她再一次穿过巴拿马运河，最终于9月25日抵达南卡罗来纳州查尔斯顿。
1945年10月24日，哈曼号护航驱逐舰在佛罗里达州格林科夫斯普林斯退役封存。此后，她一直被封存于德克萨斯州奥兰治。1972年10月1日，哈曼号自美国海军除籍，1974年1月18日，该舰出售拆解。

## 荣誉
哈曼号在其服役期间所获荣誉如下：
|  | Bronze star |

| 美国战役奖章 | 欧洲-非洲-中东战役奖章 （1枚战斗之星） | 第二次世界大战胜利奖章 |

## 历任舰长
| 姓名       | 译名                 | 军衔 | 所属军种       | 任职时间                    |
| ---------- | -------------------- | ---- | -------------- | --------------------------- |
|            | 罗德曼·德雷克·德凯   | 少校 | 美国海军预备役 | 1943年5月17日               |
|            | 小约翰·D·米勒        | 少校 | 美国海军预备役 | 1943年9月15日               |
|            | 查尔斯·莱辛顿·古尔德 | 少校 | 美国海军预备役 | 1944年4月26日               |
|            | 爱德华·L·佩珀        | 上尉 | 美国海军预备役 | 1945年11月21日              |
|            | 大卫·斯特沃特·奥尔康 | 中尉 | 美国海军预备役 | 1946年1月14日-1946年5月10日 |
| 参考文献： |                      |      |                |                             |

## 文化影响
该舰以萌拟人化的形式出现在手机游戏《碧蓝航线》中。